# Hans Savery de jonge

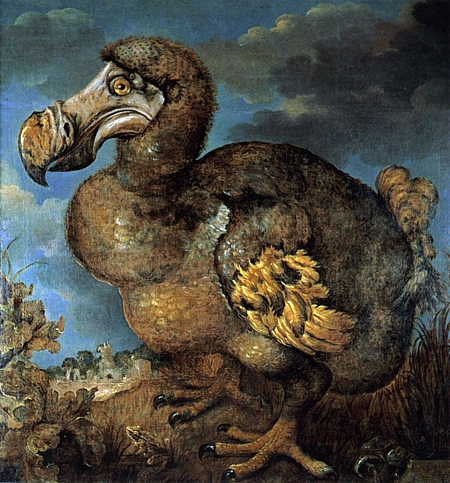
Dodo door Hans Savery (1651).

Hans Savery de jonge (Haarlem, 1589 - begraven Utrecht, 7 augustus 1654) was een Nederlands kunstschilder.
Hans (ook: Jan) stamt uit de uit Vlaanderen afkomstige kunstenaarsfamilie Savery. Zijn vader was de kunstschilder Jacob Maertensz Savery. Hij bracht zijn jeugd door in Amsterdam. Hans ging waarschijnlijk in de leer bij zijn oom Roelant Savery. In elk geval vergezelde hij hem op diens reis naar het Praagse hof. Van 1619 tot na 1639, werkte hij in het atelier van zijn oom in Utrecht. Hij schilderde met name landschappen en architectuur.
- Biografisch Portaal: 70533844
- RKD-Nederlands Instituut voor Kunstgeschiedenis: 69907
- Union List of Artist Names: 500001637
- Virtual International Authority File: 95690531